# 794
Раннє Середньовіччя. Почалася Епоха вікінгів. У Східній Римській імперії триває правління Костянтина VI при регентстві Ірини Афінської. Карл Великий править Франкським королівством. Північ Італії належить Франкському королівству, Рим і Равенна під управлінням Папи Римського, герцогства на південь від Римської області незалежні, деякі області на півночі та на півдні належать Візантії. Піренейський півострів, окрім Королівства Астурія, займає Кордовський емірат. В Англії триває період гептархії. Центр Аварського каганату лежить у Паннонії. Існують слов'янські держави: Карантанія, як васал Франкського королівства, та Перше Болгарське царство.
Аббасидський халіфат очолює Гарун ар-Рашид. У Китаї править династія Тан. В Індії почалося піднесення імперії Пала. У Японії триває період Хей'ан. Хозарський каганат підпорядкував собі кочові народи на великій степовій території між Азовським морем та Аралом. Територію на північ від Китаю займає Уйгурський каганат.
На території лісостепової України в VIII столітті виділяють пеньківську й корчацьку археологічні культури. У VIII столітті тривало швидке розселення слов'ян. У Північному Причорномор'ї співіснують різні кочові племена, зокрема булгари, хозари, алани, авари, тюрки, угри, кримські готи.

## Події
- Вікінги вчинили напад на абатства Джарроу в Шотландії та Монквермаут поблизу Сандерленда.
- 1 червня — Король франків та лангобардів Карл Великий відмовився підкоритися рішенням VIII Вселенського собору 787 року, що стосувалися іконошанування — на соборі франкських богословів, що проходив у Франкфурті-на-Майні, він утвердив свою незалежність від Візантії, попри те, що це йшло всупереч волі папи Адріана I.
- Карл Великий ввів війська в землі саксів і припинив їхнє повстання.
- Столицю Японії перенесено в Хейан-кьо.
- Бій при Лутосі. Військо Астурії завдало поразки силам маврів.